# عزت دجانی
عزت دجانی (عربی: عزت دجاني) بانکدار و مدیر ارشد اجرایی اهل اردن است.
او به عنوان رئیس هیئت مدیره و مدیرعامل سیتی‌بانک در قطر خدمت کرد.
او یکی از اعضای بنیانگذار انجمن سلطنتی داروسازی است.
دجانی همچنین یکی از بنیانگذاران و مدیرعامل شرکت IMCapital Partners و نایب رئیس اجرایی Capital Compass است.